# Agrilus gedeellus
Agrilus gedeellus es una especie de insecto del género Agrilus, familia Buprestidae, orden Coleoptera.
Fue descrita científicamente por Novak & Curletti, 2008.